# Vuurtorens in Friesland
In de Nederlandse provincie Friesland bevinden zich negen vuurtorens, vier op het vasteland en vijf op de Waddeneilanden. De vuurtorens vallen onder de monumentenzorg. De Brandaris is de oudste vuurtoren van Nederland. Alleen de torens op Ameland, Terschelling, Vlieland en de rode Noordertoren op Schiermonnikoog functioneren nog als vuurtoren.

## Tabel vuurtorens
| Plaats          | Naam                    | Jaar           | Hoogte   | Ontwerp         | Monument sinds | Afbeelding                 |
| --------------- | ----------------------- | -------------- | -------- | --------------- | -------------- | -------------------------- |
| Ameland         | Bornrif                 | 1881           | 55 meter | Quirinus Harder | 1982           | Ameland                    |
| Harlingen       | Vuurtoren van Harlingen | 1922           | 24 meter | C. Jelsma.      | 1980           | Harlingen                  |
| Lemmer          | Vuurtoren van Lemmer    | 1910-1968 1994 | 9 meter  |                 | n.v.t.         | Lemmer                     |
| Schiermonnikoog | Noordertoren            | 1854           | 37 meter |                 | 1980           | Schiermonnikoog            |
| Schiermonnikoog | Zuidertoren             | 1854           | 31 meter |                 | 1980           | Schiermonnikoog watertoren |
| Stavoren        | Vuurtoren van Stavoren  | 1885           | 15 meter |                 | 1999           | Stavoren                   |
| Terschelling    | Brandaris               | 1594           | 54 meter |                 | 1965           | Brandaris                  |
| Vlieland        | Vuurduin                | 1876           | 17 meter | Quirinus Harder | 1980           | Vlieland                   |
| Workum          | Vuurtoren van Workum    |                | 13 meter |                 |                | Workum                     |

## Kaart
aquaducten ·
gemalen ·
kerkgebouwen ·
klokkenstoelen ·
sluizen en stuwen ·
stadhuizen ·
stationsgebouwen ·
stinsen ·
vuurtorens ·
waaggebouwen ·
watertorens ·
windmolens ·
windmotoren